# Seznam oper, operet a baletů Léa Delibese
Toto je seznam hudebně dramatických děl – oper, operet a baletů – francouzského hudebního skladatele Léa Delibese.

## Seznam
| Český název                                                                                   | Původní název                                   | Žánr                           | Počet dějství | Libreto                                                   | Datum premiéry (a české premiéry)   | Místo, divadlo                                                               |
| --------------------------------------------------------------------------------------------- | ----------------------------------------------- | ------------------------------ | ------------- | --------------------------------------------------------- | ----------------------------------- | ---------------------------------------------------------------------------- |
| Za dva krejcary uhlí aneb Bigorneauova sebevražda                                             | Deux Sous de charbon ou le Suicide de Bigorneau | asphyxie lyrique (opereta)     | 1             | Jules Moinaux                                             | 9. února 1856                       | Paříž, Folies-Nouvelles                                                      |
| Dvě staré ošetřovatelky spolu s Ferdinandem Poisem                                            | Deux Vielles Gardes                             | opérette bouffe                | 1             | Ferdinand de Villeneuve a Alphonse Lemonnier              | 8. srpna 1856                       | Paříž, Théâtre des Bouffes-Parisiens                                         |
| Šest slečen na vdávání                                                                        | Six Demoiselles à marier                        | opérette bouffe                | 1             | Adolphe Jaime a Adolphe Choler                            | 12. listopadu 1856                  | Paříž, Théâtre des Bouffes-Parisiens                                         |
| Advokát Griffard                                                                              | Maître Griffard (Monsieur Griffard)             | opéra comique                  | 1             | Eugène Mestépès a Adolphe Jaime                           | 3. října 1857                       | Paříž, Théâtre-Lyrique                                                       |
| Omeleta à la Follembuche                                                                      | L'Omelette à la Follembuche                     | opéra bouffe / opérette bouffe | 1             | Eugène Labiche a Marc-Michel (Marc-Antoine-Amédée Michel) | 8. června 1859                      | Paříž, Théâtre des Bouffes-Parisiens                                         |
| Dívka ze zálivu                                                                               | La Fille du golfe                               | opéra comique                  | 1             | Charles Nuitter (Charles-Louis-Étienne Truinet)           | 1859                                |                                                                              |
| Pan de Bonne-Étoile                                                                           | Monsieur de Bonne-Étoile                        | opéra comique / opérette       | 1             | Philippe Gille                                            | 4. února 1860                       | Paříž, Théâtre des Bouffes-Parisiens                                         |
| Hudebníci z orchestru spolu s Julesem Erlangerem, Aristidem Hignardem a Jacquesem Offenbachem | Les Musiciens de l'orchestre                    | opérette                       | 2             | Philippe Auguste Pittaud de Forges a Achille Bourdois     | 25. ledna 1861                      | Paříž, Théâtre des Bouffes-Parisiens                                         |
| Dva pijáci                                                                                    | Les Deux Buveurs                                | scène musicale                 | 1             | Hector-Jonathan Crémieux a Ludovic Halévy                 | 26. ledna 1861                      | Paříž, Théâtre des Bouffes-Parisiens                                         |
| Emžské prameny                                                                                | Les Eaux d'Ems                                  | opérette                       | 1             | Hector-Jonathan Crémieux a Ludovic Halévy                 | 9. dubna 1861                       | Paříž, Théâtre des Bouffes-Parisiens                                         |
| Muž v letech spolu s Henrim-Adolphem Cartierem                                                | L'Homme entre deux âges                         | opérette                       | 1             | Émile-Lazare Abraham                                      | 6. května 1862                      | Paříž, Théâtre des Bouffes-Parisiens                                         |
| Můj přítel Pierrot                                                                            | Mon Ami Pierrot                                 | opereta                        | 1             | Lockroy (Philippe-Joseph Simon)                           | 22. července 1862                   | Bad Ems, Kursaal                                                             |
| Zahradník a jeho pán                                                                          | Le Jardinier et son Seigneur                    | opéra comique                  | 1             | Michel Carré a Théodore Barrière                          | 1. května 1863                      | Paříž, Théâtre-Lyrique                                                       |
| Tradice                                                                                       | La Tradition                                    | prologue en vers               | 1             | Henri d'Erville                                           | 5. ledna 1864                       | Paříž, Théâtre des Bouffes-Parisiens                                         |
| Velká novina!                                                                                 | Grande nouvelle!                                | opérette                       | 1             | Élisabeth-Françoise (Élisa) Adam-Boisgonnier              | 1864                                |                                                                              |
| Opeřený had                                                                                   | Le serpent à plumes                             | opérette bouffe                | 1             | Philippe Gille a Cham (Amédée de Noé)                     | 16. prosince 1864                   | Paříž, Théâtre des Bouffes-Parisiens                                         |
| Býk Apis                                                                                      | Le Bœuf Apis                                    | opéra bouffe                   | 1             | Philippe Gille a Eugène Furpille                          | 15. dubna 1865                      | Paříž, Théâtre des Bouffes-Parisiens                                         |
| Pramen spolu s Ludwigem Minkusem                                                              | La Source                                       | ballet                         | 2             | Charles Nuitter a Arthur Saint-Léon                       | 12. listopadu 1866 (1. června 1912) | Paříž, Opéra (salle Le Peletier) (Praha, Národní divadlo)                    |
| Švýcarský Don Juan                                                                            | Le Don Juan suisse (Aventures de M. Cryptogame) | opéra bouffe                   | 4             | Hector-Jonathan Crémieux a Philippe Gille                 | 1867, nedokončena                   | psána pro Paříž, Théâtre des Bouffes-Parisiens, pak pro Théâtre de l'Athénée |
| Marlborough jde do války spolu s Georgesem Bizetem, Isidorem Legouixem a Émilem Jonasem       | Malbrough s'en va-t-en guerre                   | opéra bouffon                  | 4             | Paul Siraudin a William Busnach                           | 13. prosince 1867                   | Paříž, Théâtre de l'Athénée                                                  |
| Princezna Marmotte                                                                            | La Princesse Marmotte (La Princesse Ravigote)   | opéra comique                  | 3             | Octave Gastineau, William Busnach a Charles Clairville    | 1868, nedokončena                   | psána pro Paříž, Théâtre de l'Athénée                                        |
| Skot ze Chatou                                                                                | L'Écossais de Chatou                            | opérette                       | 1             | Philippe Gille a Adolphe Jaime                            | 16. ledna 1869                      | Paříž, Théâtre des Bouffes-Parisiens                                         |
| Dvůr krále Pétauda (Král Konfusius IX.)                                                       | La Cour du roi Pétaud                           | opéra bouffe                   | 3             | Philippe Gille a Adolphe Jaime                            | 24. dubna 1869 (2. září 1876)       | Paříž, Théâtre des Variétés (Praha, Národní aréna)                           |
| Král hor                                                                                      | Le Roi des montagnes                            | opéra comique                  | 3             | Edmond About a Eugène Cormon (Pierre-Étienne Piestre)     | 1869, nedokončena                   | psána pro Paříž, Opéra-Comique                                               |
| Coppélia aneb Dívka s emailovýma očima                                                        | Coppélia, ou la Fille aux yeux d'émail          | ballet                         | 3             | Charles Nuitter a Arthur Saint-Léon                       | 25. května 1870 (14. ledna 1893)    | Paříž, Opéra (salle Le Peletier) (Praha, Národní divadlo)                    |
| Král to řekl                                                                                  | Le roi l'a dit                                  | opéra comique                  | 3             | Edmond Gondinet a Philippe Gille                          | 24. května 1873 (8. října 1874)     | Paříž, Opéra-Comique (Praha, Stavovské divadlo)                              |
| Sylvia aneb Dianina nymfa                                                                     | Sylvia, ou la Nymphe de Diane                   | ballet                         | 3             | Jules Barbier a Jacques de Reinach                        | 14. června 1876 (24. dubna 1888)    | Paříž, Opéra (Palais Garnier) (Praha, Národní divadlo)                       |
| Jean de Nivelle                                                                               | Jean de Nivelle                                 | opéra comique / opéra          | 3             | Edmond Gondinet a Philippe Gille                          | 8. března 1880                      | Paříž, Opéra-Comique                                                         |
| Krásná Luretta instrumentace díla z pozůstalosti Jacquese Offenbacha                          | La Belle Lurette                                | opéra comique                  | 3             | Ernest Blum, Édouard Blau a Raoul Toché                   | 30. října 1880                      | Paříž, Théâtre de la Renaissance                                             |
| Lakmé                                                                                         | Lakmé                                           | opéra                          | 3             | Edmond Gondinet a Philippe Gille                          | 14. dubna 1883 (30. listopadu 1884) | Paříž, Opéra-Comique (Praha, Národní divadlo)                                |
| Kassya dokončil Jules Massenet                                                                | Kassya                                          | opéra                          | 5 (4)         | Henri Meilhac a Philippe Gille                            | 24. března 1893                     | Paříž, Opéra-Comique                                                         |